# Грозово
Гро́зово (бел. Грозава) — агрогородок в Копыльском районе Минской области Белоруссии, около реки Ужанка. Административный центр Грозовского сельсовета. В 2010 году население 427 человек. Находится в 18 км от Копыля, в 25 км от железнодорожной станции Тимковичи; на автомобильной дороге Узда — Старица.
Грозов — старейшее местечко исторической Случчины. В 1920 году жители Слуцкого уезда сформировали Грозовский полк армии Белорусской Народной Республики, который участвовал в Слуцком вооружённом восстании.

## Этимология
Топоним Грозов образовался от имени «гроза».

## История

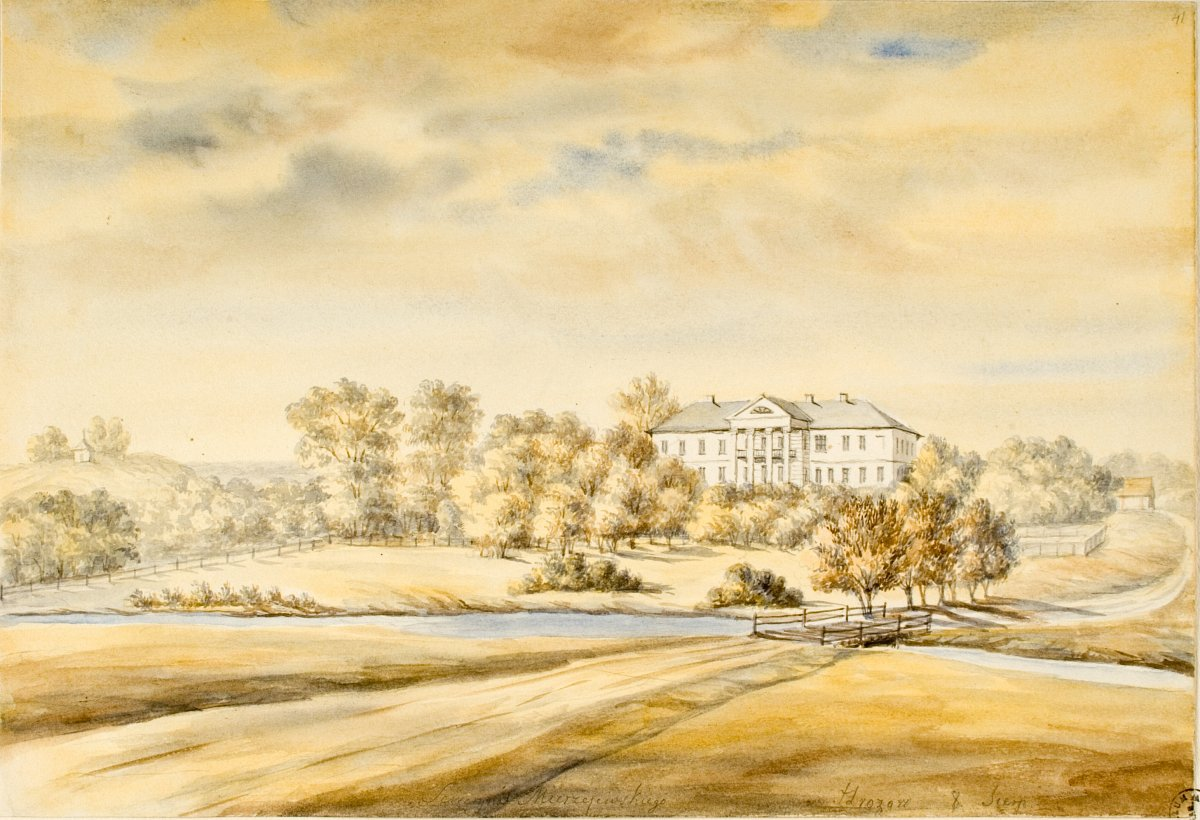
Усадьба Мержеевских. Н. Орда, 1864 год

Впервые Грозов упоминается в первой половине XVI века как деревня Слуцкого княжества, владение Олельковичей. В 1582 году существовали одноименные село, фольварк и шляхетская собственность. Во второй половине XVI века — первой половине XVII века местность находилась во владении Володковичей, которые основали здесь две православные церкви и мужской монастырь Святого Николая (всё в юрисдикции Киевской греческо-католической митрополии). По инвентарю 1650 года, существовали одноименные двор (4 жилых дома и 5 хозяйственных построек) и фольварк, были пивоварня, мельница и гумно.
Во второй половине XVII века Грозов перешёл к Радзивиллам. На 1690 год здесь было 66 дворов. В XVIII веке Грозов находился во владении Незабытовских, с которыми получил статус местечка. В 1791 году местность вошла в состав Слуцкого повета.
В результате второго раздела Речи Посполитой 1793 года Грозов оказался в составе Российской империи, где стал центром волости Слуцкого уезда Минской губернии. В разные времена местечко находилось во владениях Межеевских, Витгенштейнов, Гогенлоэ. На 1800 год здесь было 30 дворов, действовали два деревянных монастыря (Иоанна Богослова с церковью Успения Богородицы и Святого Николая с одноименной церковью) и часовня, работали трактир и мельница, проводились регулярные ярмарки и еженедельные торги; в 1845 году — 19 дворов. В 1864 году с целью русификация края российские власти открыли в Грозово народное училище. На 1870 год — 99 дворов, три православных церкви, костёл, часовня, два еврейских молитвенных дома. Торговыми путями Грозов соединялся с городками Копыль, Бобовня, Новый Свержень и городом Несвиж. На 1886 год — три православные церкви, волостное правление, пивоварня, три постоялых двора, 11 магазинов, народное училище, две еврейские школы. Согласно результатам переписи 1897 года в Грозово было 150 дворов, церковь, часовня, почта, народное училище, 24 магазина, гончарный завод, две таверны. В начале XX века 177 дворов. В 1912 году работали 2-классная сельская и 1-классное народное училище. На 1917 год — 188 дворов, винокурный и медоварный заводы. В Первую мировую войну в феврале — декабре 1918 года местечко заняли немецкие войска, в августе 1919 года — июле и октябре — ноябре 1920 года — польское войско.
25 марта 1918 года согласно Третьей Уставной грамотой Грозов был объявлен частью Белорусской Народной Республики, а в ноябре 1920 года в Слуцке и местечке Семежево с белорусской милицией Слуцкого уезда сформировался Грозовский полк. До подавления восстания большевиками 4 декабря 1920 года власть в городке контролировалась силами БНР.
На 1921 год в Грозово работали потребительские общества, фельдшерский пункт, две школы, завод вин; на 1923 год — 7-летняя и еврейская школы, изба-читальня, фельдшер, 6 ремесленников (сапожники, портные, кузнецы). 20 августа 1924 года Грозово стало центром сельсовета Гресского района, на это время здесь было 182 дворов. 8 июля 1931 года местечко вошло в состав Копыльского района (с 12 февраля 1935 года до 17 декабря 1956 года снова в Гресском районе). В 1930-е годы в Грозово работали колхоз «Интернационал», кузнечная, ремонт обуви, шапочная, промышленные мастерские, молокозавод, нефтяная мельница, сукновальня, круподёрка, салотопня. 27 сентября 1938 года статус поселения понизили до деревни. В годы Второй мировой войны с 29 июня 1941 года до 1 июля 1944 года Грозово находилось под немецкой оккупацией.
На 1971 год в Грозово было 189 дворов, на 1997 год — 197 хозяйств, машинный двор, ветеринарный пункт, средняя школа, дом культуры, библиотека, амбулатория, почта, комбинат бытового обслуживания населения, пять магазинов. На 2007 год — 167 хозяйств, на 2010 год — 159.
В 2008 году деревня Грозово преобразована в агрогородок.

Местечко на старых снимках
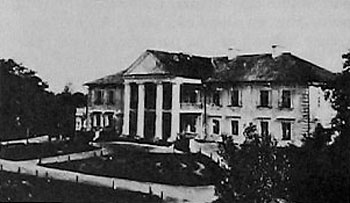
Дворец до 1914 года
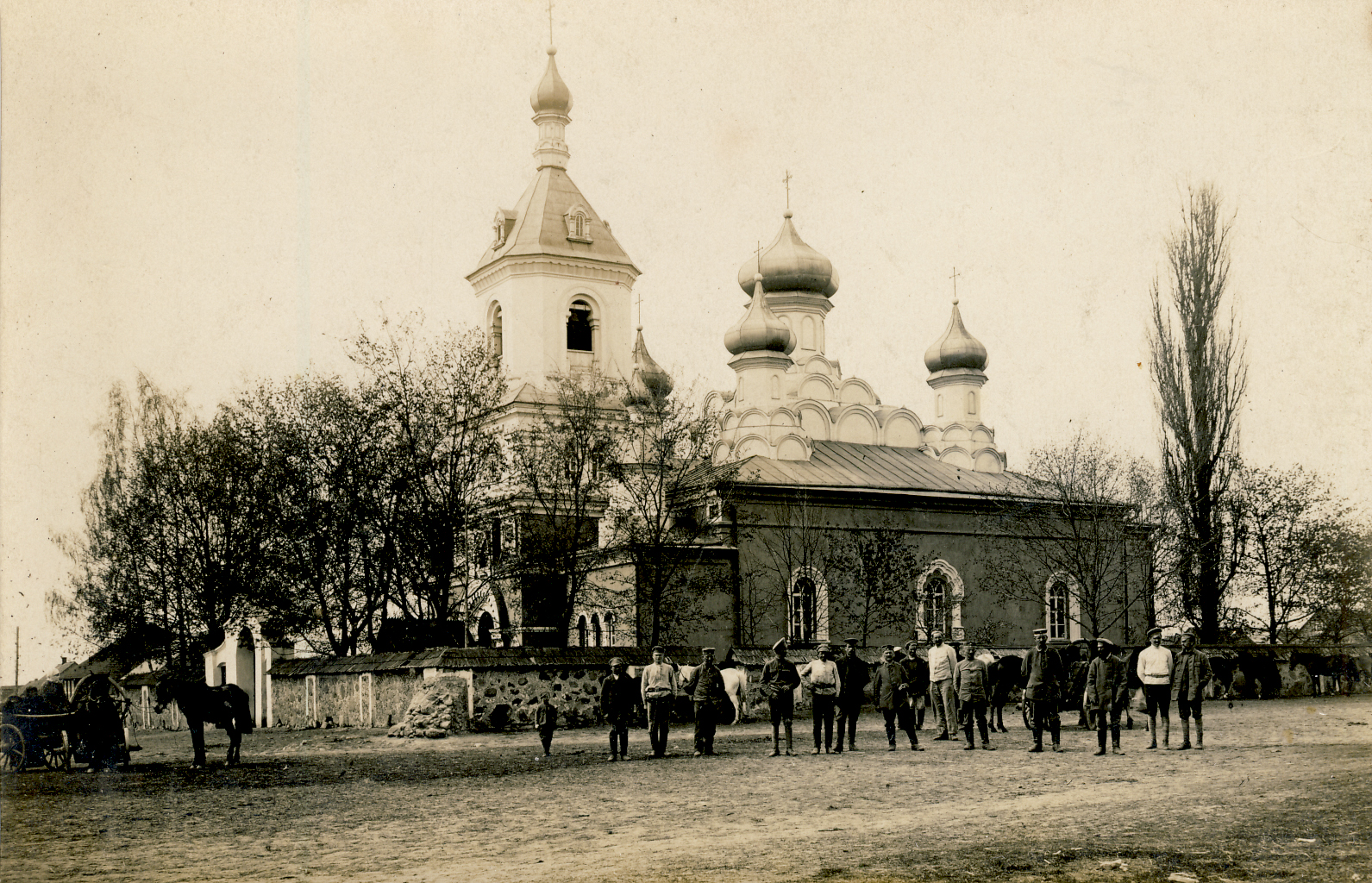
Церковь, 1917
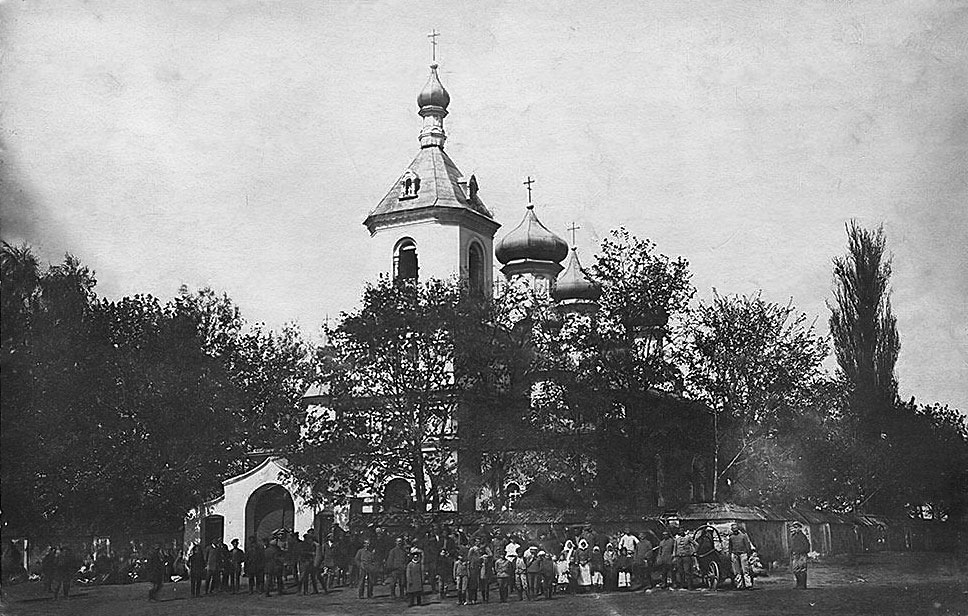
Церковь и местечковые, 1918
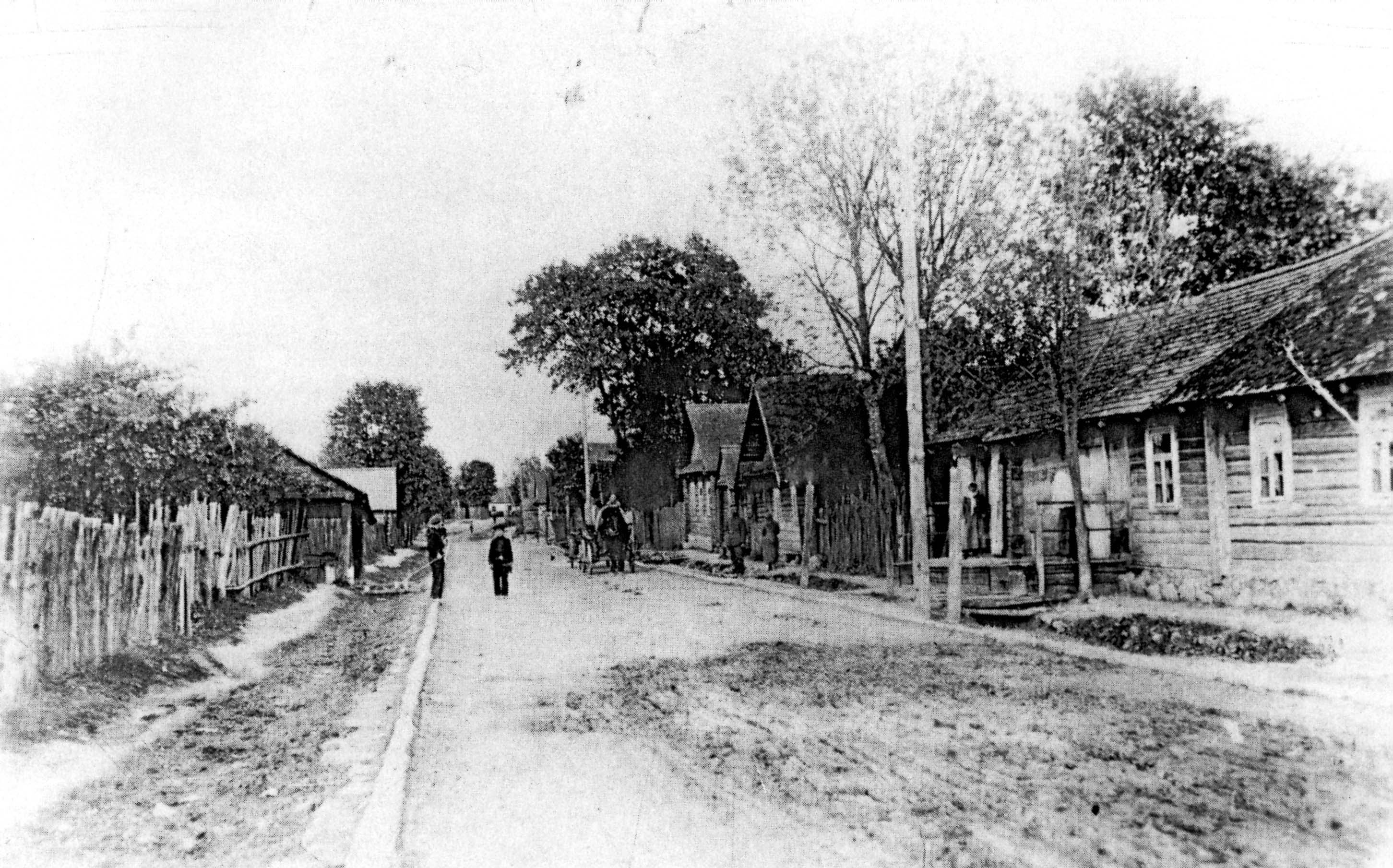
Улица до 1939 года

## Население
- 1763 — 267 человек;
- 1800 — 166 человек;
- 1845 — 97 человек;
- 1870 — 376 человек;
- 1886 — 156 человек;
- 1897 — 861 человек в городке Грозов, 41 человек в имении Грозов;
- 1901 — 1032 человек;
- 1917 — 1194 человек;
- 1924 — 1007 человек;
- 1960 — 656 человек;
- 1971 — 587 человек;
- 1992 — 498 человек;
- 1997 — 481 человек;
- 2007 — 428 человек;
- 2010 — 427 человек;
- 2018 — 393 человек[3].

В Грозово работают школа, дошкольное учреждение, больница, библиотека, Дом культуры, почта.

## Достопримечательности

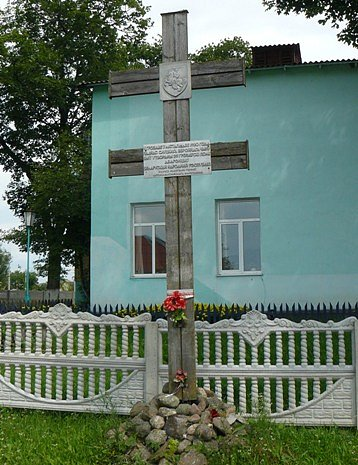
Крест защитникам БНР

В Грозово на бывшей площади Рынок, около здания костёла поставлен мемориальный крест в честь защитников независимости Беларуси.
- Винокурня (начало XX века)
- Торговые ряды (2-я половина XIX века)
- Церковь в Честь Снятия Спасителя с Креста (1802; сейчас клуб)
- Еврейское кладбище
- Дворец Мержеевских (2-я половина XVIII века)

## Утраченное наследие
- Монастырь Святого Иоанна Богослова
- Церковь Святого Николая

## Галерея

Окрестности Грозово
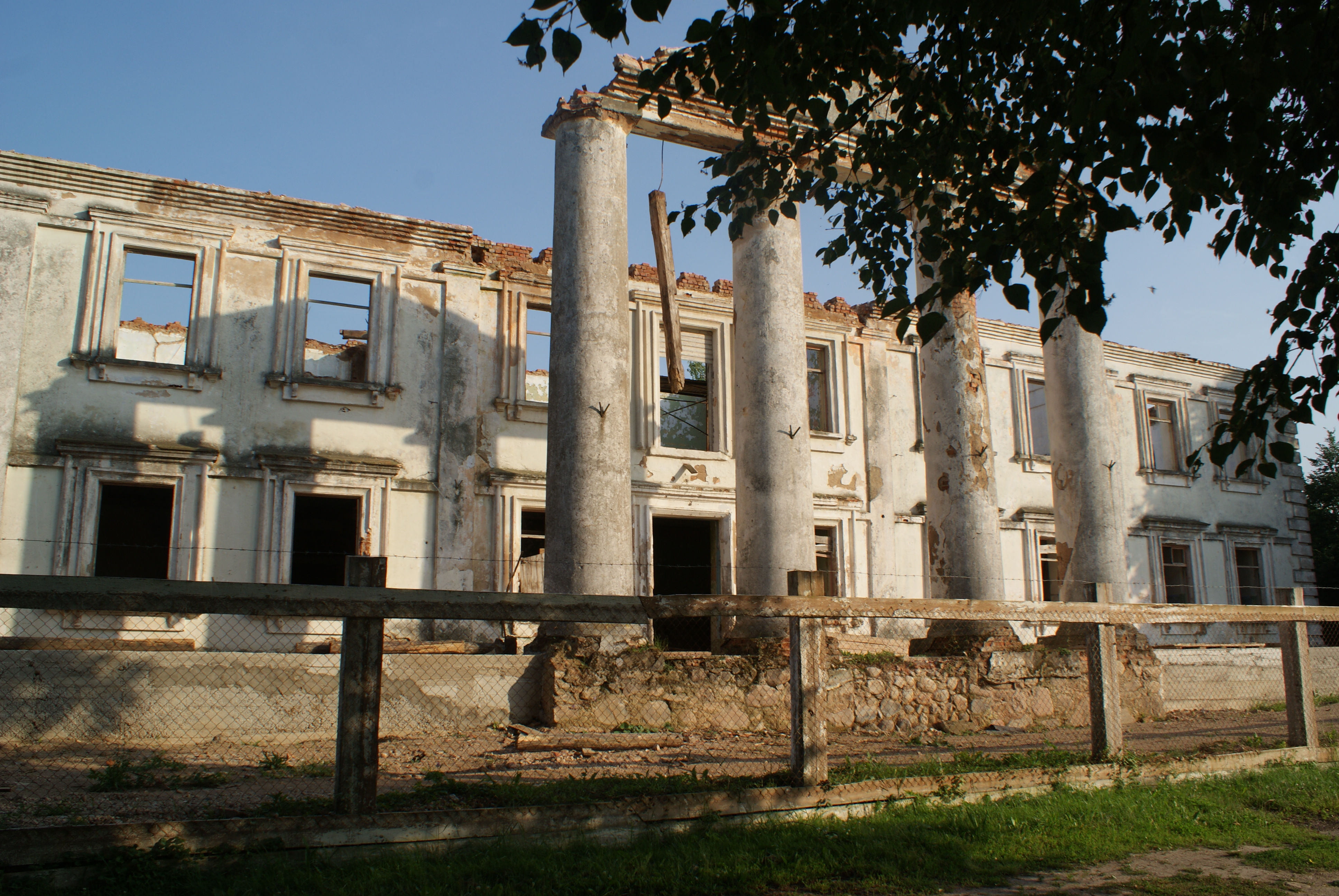
Дворец Мержеевских
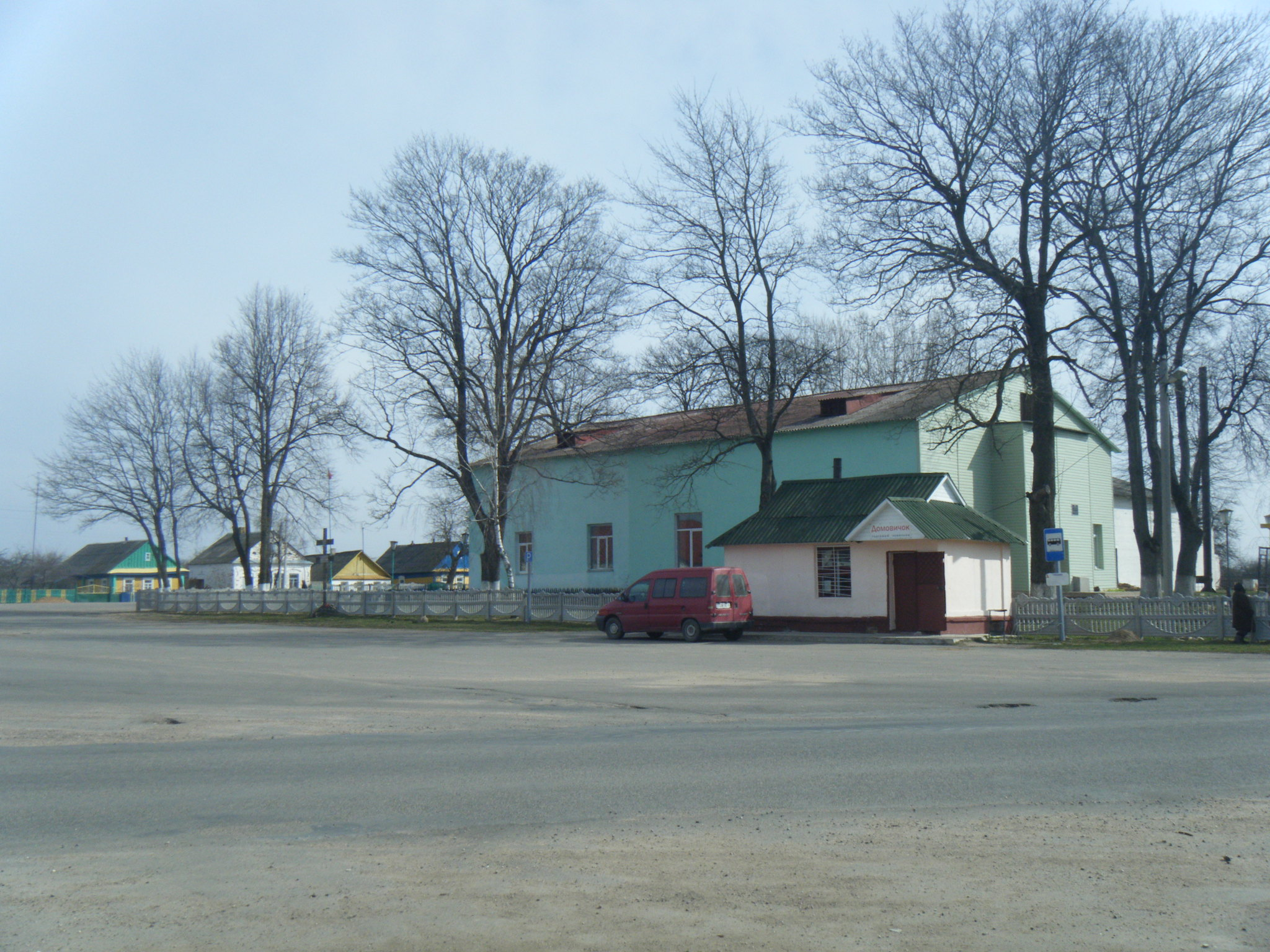
Костёл
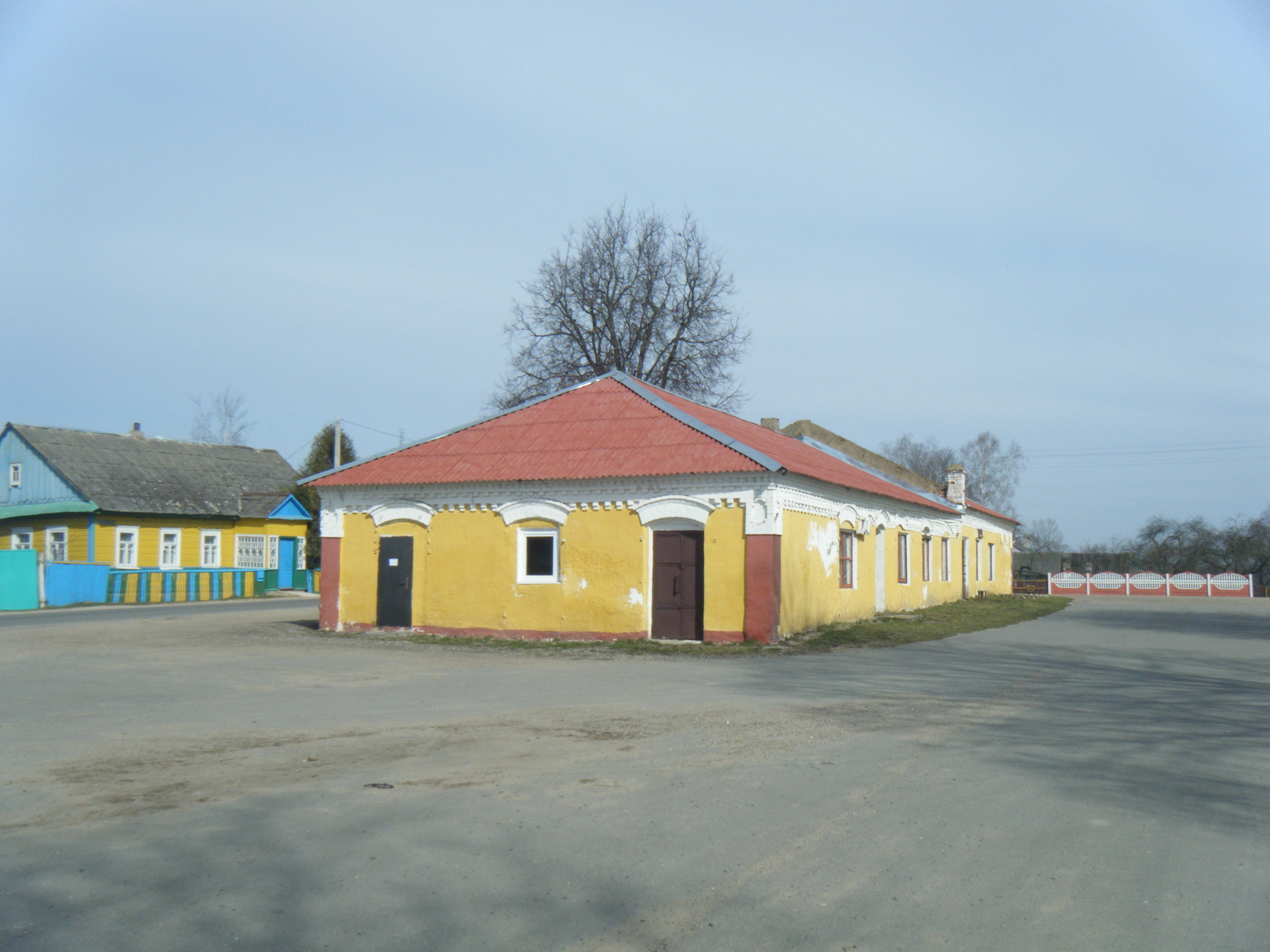
Торговые ряды
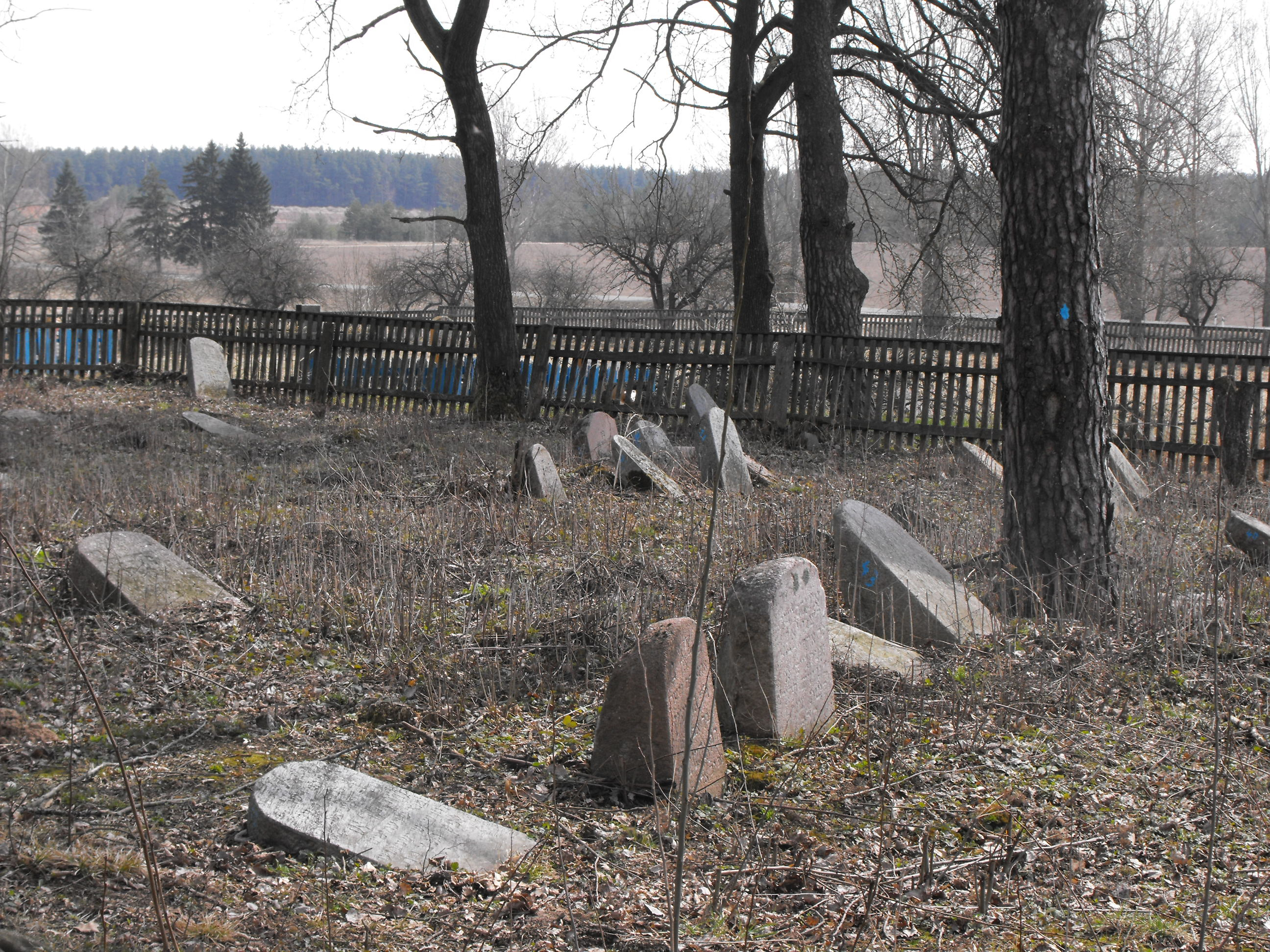
Еврейское кладбище